# Franz Dittrich (Theologe)

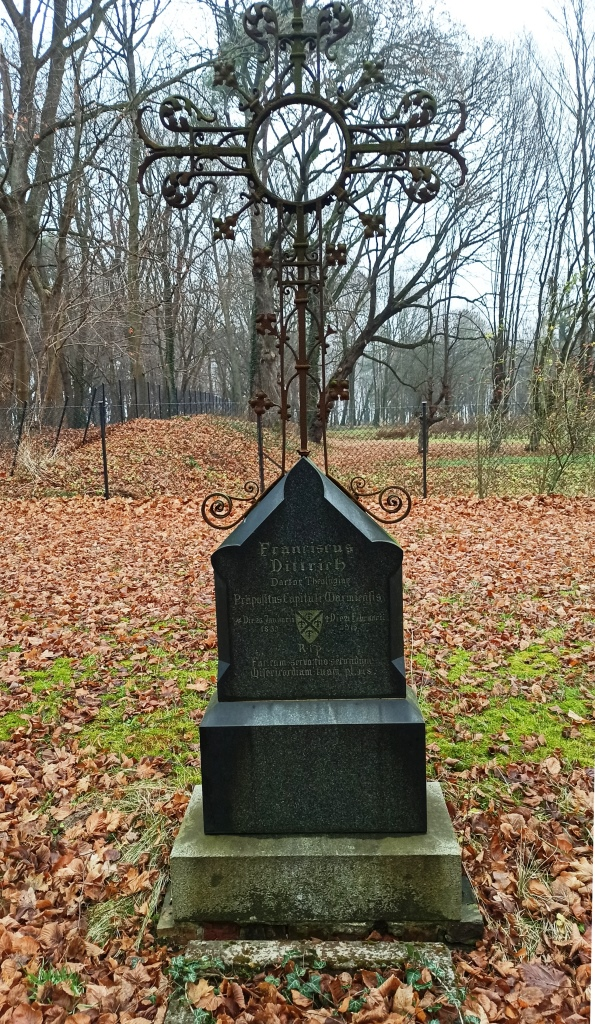
Grabstein von Franz Dittrich

Franz Dittrich (* 26. Januar 1839 in Thegsten, Kreis Heilsberg; † 21. Februar 1915 in Frauenburg) war ein deutscher römisch-katholischer Theologe, Kirchenhistoriker und Hochschullehrer.

## Leben und Werk
Franz Dittrich wurde nach dem Theologiestudium in Braunsberg, Rom und München 1863 zum Priester geweiht. Er wurde 1868 außerordentlicher und 1872 ordentlicher Professor für Kirchengeschichte und Kirchenrecht in Braunsberg. Ab 1903 wirkte er als Dompropst in Frauenburg im Bistum Ermland. Außerdem war Dittrich ab 1893 Abgeordneter für die Deutsche Zentrumspartei im Preußischen Abgeordnetenhaus.
Dittrich war einer der Kritiker an Wilhelm Maurenbrechers Geschichtskonzept der Katholischen Reformation, das jener 1880 im ersten Band (ein weiterer erschien nie) vorstellte.
Ein Aufsatz Dittrichs war wiederum Grundlage für einen von Wolfgang Schmid verfassten über den Altar in der Abteikirche von Maria Laach. Seine Arbeiten zu Gasparo Contarini und Giovanni  Morone stehen im Zusammenhang mit dem preußischen Kulturkampf.

## Schriften (Auswahl)
- Dionysios der Große von Alexandrien. Eine Monographie. Freiburg im Breisgau 1867.
- Das alte ermländische Wohnhaus. In: Zeitschrift für die Geschichte und Alterthumskunde Ermlands, Band 5, Braunsberg und Leipzig 1874, S. 510–536 (Google Books).
- (als Hrsg.): Zeugnis von Christo für und wider Willen: eine Canonicats-Probatik. Prag 1869.
- (als Hrsg.): Die Regesten den Cardinals Gasparo Contarini 1483–1552. 1881.
- (als Hrsg.): Nuntiaturberichte Giovanni Morones vom deutschen Königshofe 1539–1540. Ferdinand Schöningh, Paderborn 1887.
- Der Kulturkampf im Ermland. Germania Verlag, Berlin 1913.
- Geschichte des Katholicismus in Altpreussen von 1525 bis zum Ausgange des 18. Jahrhunderts. Ein Beitrag zur Geschichte der brandenburg-preussischen Kirchenpolitik. Druck der Ermländischen Zeitungs- und Verlagsdruckerei, 1901.